# Fania Lewando

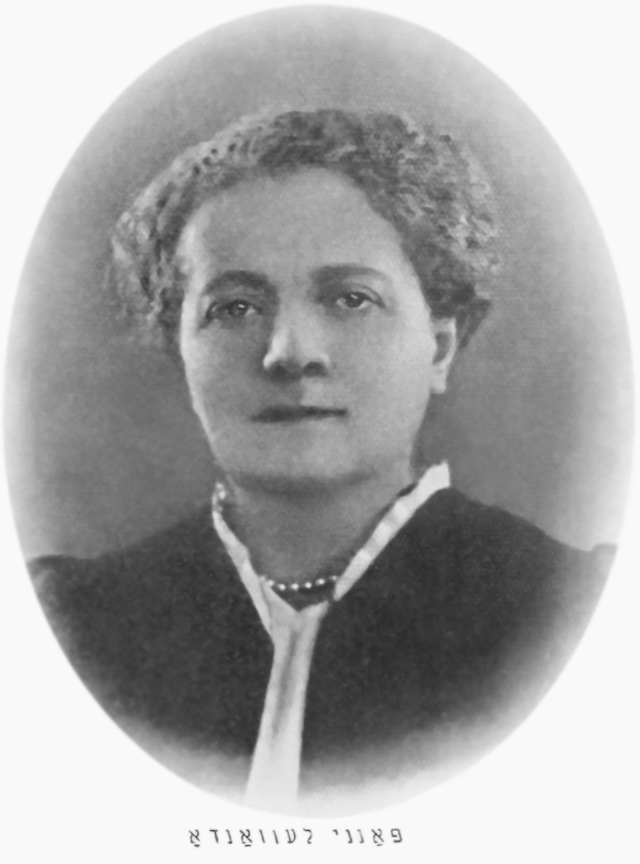
Fania Lewando (vor 1938)

Fania Lewando geb. Fiszelewicz (jiddisch: Fanny Levanda, hebräisch: פאנני לעוואנדא, geboren um 1887 in Włocławek, Russisches Kaiserreich, heute Polen; gestorben um 1941) war Köchin und die Autorin des ersten auf Jiddisch verfassten vegetarischen Kochbuchs in Europa.

## Leben und Werk
Fania Fiszelewiczs Eltern waren der Fischhändler Haim Efraim Fiszliewicz (1865–1941), auch Hyman genannt, und Esther Malka geb. Stulzaft. Sie war das zweite von sechs Kindern, hatte vier Schwestern und einen Bruder. Während ihre Familie 1901 nach England emigrierte und den Familiennamen in Fisher änderte, blieb Fania in Polen. Sie heiratete den 1880 in Belarus geborenen Eierhändler Lazar Lewando, auch Eliezer. Emigrationspläne in die Vereinigten Staaten scheiterten auf Grund einer Beinverletzung, die sich Lazar Lewando zugezogen hatte.
Das Paar übersiedelte in den 1920er Jahren nach Vilnius, damals zu Polen gehörend, und eröffnete in der Vokiečių gatvė 14 das vegetarisch-koschere Restaurant Elaine’s. In den 1930er Jahren verkehrten dort Intellektuelle und Künstler, wie Marc Chagall oder Itzik Manger. Fania Lewando führte neben ihrer Arbeit als Küchenchef eine Kochschule, gab Vorträge und leitete zwischen 1936 und 1939 die Küche eines polnischen Passagierschiffes auf der Route Gdynia – New York City. 1937/1938 erschien ihr auf Jiddisch geschriebenes koscheres Kochbuch וועגעטאריש דיעטישער קאכבוך : 400 שפייזן געמאכט אויסשליסלעך פון גרינסן (deutsch: Vegetarisch-diätisches Kochbuch: 400 Gerichte, ausschließlich aus Gemüse zubereitet). Mit ihrer gesundheitsbewussten fleischlos koscheren Küche brach sie mit dem aschkenasischen Brauch, an Sabbat und anderen Feiertagen fleischbasierte Mahlzeiten zuzubereiten. Das Buch in jiddischer Sprache wurde in Osteuropa, England und den Vereinigten Staaten verkauft.
1941 musste das Ehepaar vor den Deutschen fliehen, die in das inzwischen sowjetische Litauen einmarschierten. Es wurde von sowjetischen Soldaten festgenommen und verschwand daraufhin spurlos. Als Todesjahr Fania Lewandos wird 1941 angenommen.

## Das Kochbuch

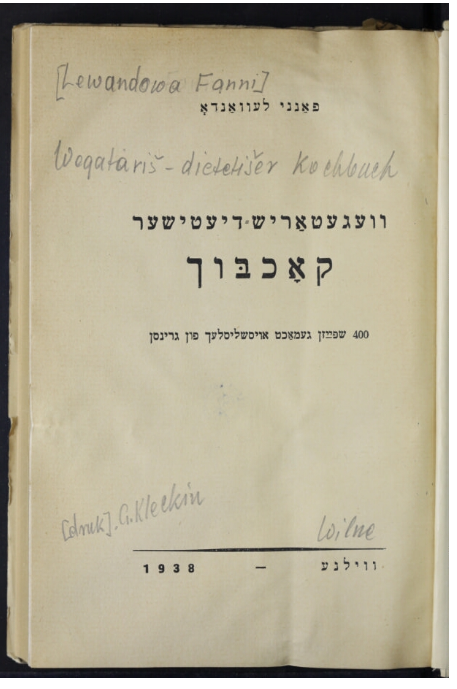
Titelseite

Das Buch erschien 1937/1938 in einer einmaligen Auflage von 3000 Exemplaren. Es enthält neben klassischen vegetarischen Speisen der osteuropäisch-jüdischen Küche eine Reihe von Innovationen und Eigenkreationen der Autorin. Insgesamt enthält es 400 Rezepte und sechs Seiten mit farbigen Illustrationen. Wojciech Oleksiak beschreibt es als für seine Zeit „revolutionär“, da es einen vollständigen Verzicht auf Fleisch propagierte und ein Programm von Vorspeisen und Suppen über Hauptspeisen bis zu Desserts beinhaltete.
Im Rahmen einer Lesegruppe am YIVO Institute for Jewish Research in New York Anfang des 21. Jahrhunderts wurde Barbara Mazur in der Institutsbibliothek auf Lewandos Kochbuch aufmerksam. Barbara Mazur und Wendy Waxman sammelten 20.000 US-Dollar, engagierten Eve Jochnowitz für die Übersetzung und Bearbeitung und gewannen die Kochbuchautorin Joan Nathan für das Vorwort. Durch Nathans Vermittlung wurde im Jahr 2015 die englische Erstauflage unter dem Titel The Vilna Vegetarian Cookbook. Garden-Fresh Recipes Rediscovered and Adapted for Today’s Kitchen im Verlag Schocken Books, New York, verlegt. Das Buch enthält außer dem ursprünglichen Inhalt Fania Lewandos Auszüge aus dem Gästebuch des Restaurants, Anmerkungen der Übersetzerin und Joan Nathans Vorwort.

## Gedenken
Im August 2016 verlegte der Kölner Künstler Gunter Demnig zwei Stolpersteine für das Ehepaar Lewando in Vilnius.

## Buchpublikationen
- וועגעטאריש דיעטישער קאכבוך : 400 שפייזן געמאכט אויסשליסלעך פון גרינסן Ṿegeṭarish-dieṭisher kokhbukh: 400 shpayzn gemakht oysshlishlekh fun grinsn (Transliterierter jiddischer Titel, deutsch: Vegetarisch-diätisches Rezeptbuch: 400 Gerichte, ausschließlich aus Gemüse zubereitet). Vilnius : Druk. Inż. G. Kleckina, 1938[1] (oder 1937[12])
- The Vilna Vegetarian Cookbook. Garden-Fresh Recipes Rediscovered and Adapted for Today’s Kitchen, übersetzt von Eve Jochnowitz, mit einem Vorwort von Joan Nathan. Schocken Books, New York City 2015, ISBN 978-0-8052-4327-7.